# خط التصريف المائي

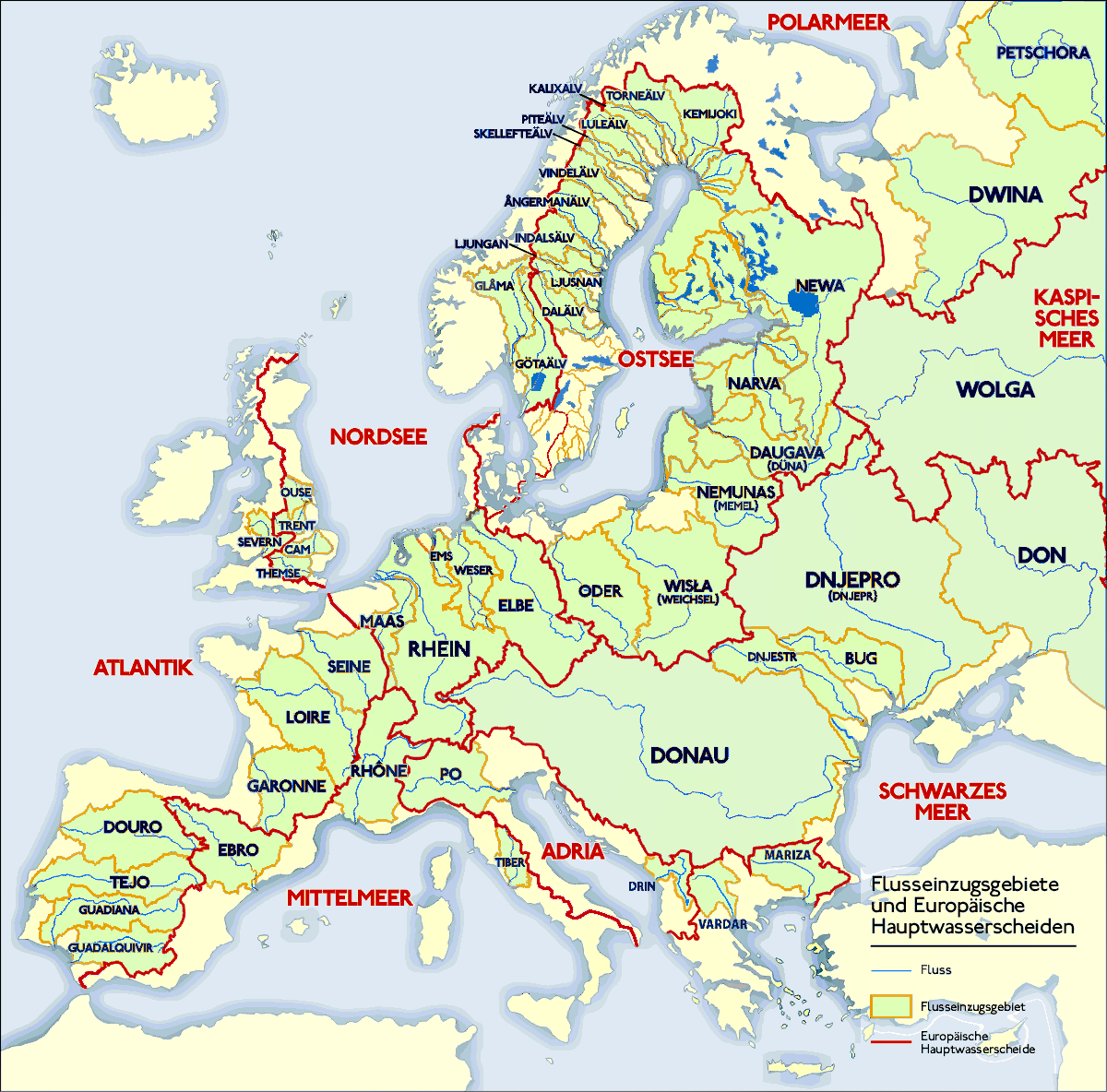
الحواجز المائية الرئيسية في أوروبا بالخط الأحمر

خط التصريف المائي هو خط تقسيم للمياة السطحية يفصل المستجمعات المائية.